# Línea 1 de Transbarca
La Línea 1 del Sistema de transporte masivo de Barquisimeto Transbarca es una ruta troncal del sistema de transporte y forma parte de las tres líneas que funcional como columna vertebral del sistema. Comienza en la estación central Simón Bolívar al oeste de la ciudad pasando por las avenidas Florencio Jiménez, Libertador, Rómulo Gallegos, Venezuela y Argimiro Bracamonte hasta llegar a la redoma del sol naciente en Las Trinitarias al este de la ciudad.
En su recorrido tiene un total de 31,10 kilómetros en el recorrido en ciclo ida y vuelta. A lo largo de esta línea se dispone de 21 paradas en canales exclusivos y 6 paradas en rutas compartidas dando un total de 27 paradas.

## Canales Exclusivos
Esta línea posee canales de uso exclusivo para los buses en las Avenidas Florencio Jiménez, Libertador y Venezuela, en el resto de las avenidas los buses comparten con el tránsito regular.

## Paradas
- Estación Central Simón Bolívar: Es la estación principal del sistema en ella se encuentran los patios y talleres, así como también el centro de operaciones, está ubicada en el oeste de la ciudad en la adyacencias del Cementerio nuevo de Barquisimeto. Posee conexión con la línea 2 y las rutas alimentadoras 201 y 601.
- Cementerio: Ubicada frente al cementerio nuevo de Barquisimeto, posee conexión con la línea 2 y la ruta alimentadora 201.
- Los Horcones: Ubicada en la Av. Florencio Jiménez frente al Barrio Los Horcones, posee conexión con la línea 2.
- Crepuscular: Ubicada en la Av. Florencio Jiménez, cercana a la Urbanización Campo Verde, posee conexión con la línea 2.
- Juan de Villegas: Ubicada en la Av. Florencio Jiménez, cercana a la Urbanización Santa Isabel, posee conexión con la línea 2.
- Florencio Jiménez: Ubicada en la Av. Florencio Jiménez, cercana a la Urbanización Pueblo Nuevo, posee conexión con la línea 2.
- Caquetios: Ubicada en la Av. Florencio Jiménez, cercana a la Urbanización Luís Hurtado Higuera, posee conexión con la línea 2.
- Tamunangue: Ubicada en la Av. Florencio Jiménez, cercana a la Urbanización Andrés Eloy Blanco, posee conexión con la línea 2.
- La Salle: Ubicada en la Av. Florencio Jiménez, frente al Metropolis Barquisimeto, conocido e importante centro comercial de la ciudad, posee conexión con la línea 2 y con la ruta 901.
- UCLA: Ubicada en la Av. Florencio Jiménez frente al núcleo obelisco de la Universidad Centroccidental Lisandro Alvarado principal alma mater de la ciudad, posee conexión con la línea 2 y con la ruta 901.
- Obelisco: Ubicada en la Av. Libertador, cercana al Centro Metropolitano Javier, posee conexión con la línea 2 y con la ruta 901.
- Jacinto Lara: Ubicada en la Av. Libertador, cercana al Paseo La Revolución, posee conexión con la línea 2 y con la ruta 901.
- Libertador: Ubicada en la Av. Libertador, cercana a la Urbanización Obelisco, posee conexión con la línea 2 y con la ruta 901.
- Variquisimeto: Principal estación de transferencia del sistema, de esta salen las rutas 101, 801 , 802 y 901 y se conecta con la ruta 201, se encuentra ubicada en la Av. Libertador al frente del Centro Comercial Babilon, importante centro de compras de la ciudad.
- Industrial 1: Ubicada en la Av. Libertador con calle 45, se conecta con la línea 2 y con las rutas 101, 201 y 802.
- Rómulo Gallegos: Ubicada en la Av. Rómulo Gallegos con carrera 32, se conecta con la línea 2 y con la ruta 101.
- El Turbio: Ubicada en la Av. Rómulo Gallegos con carrera 28, se conecta con la línea 2 y con la ruta 101.
- Mario Briceño Iragorry: Ubicada en la Av. Venezuela con calle 37, se conecta con la ruta 101.
- Terepaima: Ubicada en la Av. Venezuela con calle 34, se conecta con la ruta 101.
- Catedral: Ubicada en la Av. Venezuela con calle 30 frente a la Catedral Metropolitana de Barquisimeto, se conecta con la ruta 101.
- Divina Pastora: Ubicada en la Av. Venezuela con calle 25.

- Vargas: Ubicada en la Av. Venezuela con Av. Vargas.
- Argimiro Gabaldón: Ubicada en la Av. Venezuela con Calle 13.
- Morán: Ubicada en la Av. Venezuela con Av. Morán.
- Flor de Venezuela: Ubicada en la Av. Venezuela en el triángulo del este, diagonal al Centro Cultural Flor de Venezuela y frente al Centro Sambil Barquisimeto conocido centro comercial de gran importancia en la ciudad, también cerca de esta se encuentra la sede de la UNES (Universidad Nacional Experimental de la Seguridad).
- Argimiro Bracamonte: Ubicada en la Av. Bracamonte.
- Parque del Este: Ubicada en la Av. Libertador frente al Parque del Este José María Ochoa Pile posee conexión con la ruta 802.
- Monumento al Sol Naciente: Estación de Cabecera, ubicada al final de la Av. Libertador en la redoma del sol naciente, frente al Complejo Ferial Bicenteario, y la Ciudad Comercial Las Trinitarias, posee conexión con la ruta 802.

- Datos: Q16595447